# Christoffel van Lycië
Christoffel of Christoforus (Latijn: Christophorus; Grieks: Χριστόφορος, "Christus-drager") is een heilige in de rooms-katholieke kerk en de oosters-orthodoxe kerken. Christoffel geldt als een belangrijke heilige die in vele landen en perioden vereerd werd en wordt. Zijn naamdag is 24 juli (vóór het Tweede Vaticaans Concilie viel zijn naamdag op 25 juli, maar omdat dat ook de naamdag van de apostel Jacobus is, werd Sint-Christoffel een dag verplaatst). In 1969 is hij echter door het Vaticaan afgevoerd van de Heiligenkalender. Hij mag nog wel als plaatselijke heilige worden vereerd. In de Orthodoxe Kerk valt zijn feestdag op 9 mei. In de oosters-orthodoxe traditie werd hij vaak afgebeeld als een reus met een hondenkop.
In de stad Roermond is de viering van de H. Christoffel een hoogfeest.

## Noodhelper
In de middeleeuwen gold Christophorus als een van de Veertien Noodhelpers of Heilige Helpers, die ook als groep aangeroepen konden worden in een noodsituatie. Hij zou beschermen tegen de pest en tegen een 'onvoorziene dood', dat wil zeggen overlijden zonder de laatste sacramenten te ontvangen. Vanwege de geringe levensverwachting van de middeleeuwer waren (volks)prenten en beelden van de drager van Christus in de late middeleeuwen overal te vinden, op marktpleinen, in huizen en in kerken. Een van deze prenten (de zogenaamde Buxheimer Christophorus in Manchester) draagt dan ook het opschrift 'Christofori faciem die quacumque tueris Illa nempe die morte male non morieris' (= 'Op welke dag gij het gelaat van Christophorus zult aanschouwen, op die dag zult ge zeker geen kwade dood sterven').

## Patroonheilige
Sint-Christoffel is de patroonheilige van de reizigers, alle verkeersdeelnemers, timmerlieden, schilders, pelgrims, fruithandelaren, boekbinders, schatgravers, hakenbusschutters, hoedenmakers, tuinmannen en kinderen en patroon tegen besmettelijke ziekten, onverwachte dood, de pest, droogte, onweer, hagel, watersnood, vuurrampen, oogziekten, tandpijn en van de bewoners van de stad Roermond, waar een groot beeld van hem met Christus op zijn schouder de top van de kathedraal siert. In die stad staat de enige Sint-Christoffelkathedraal ter wereld.
In Schagen staat een St. Christophoruskerk. Het is een ontwerp van A. Tepe. Gebouwd in 1883.

## Levensverhalen
Er is weinig tot niets te zeggen over de historische Christoffel, maar er worden verschillende legenden over hem verteld.

### Christoffel van Chalcedon
In de vijfde eeuw zou er volgens legenden een man genaamd Christoffel in Chalcedon hebben geleefd. Zeker is dat Sint-Christoffel in deze tijd met name langs pelgrimsroutes al werd vereerd, maar over deze vijfde-eeuwse persoon is niet veel opmerkelijks te vertellen.

### Christoffel de Cynocefaal
Een oudere Christoffel, een martelaar, zou in de tijd van de Romeinse keizer Decius (249-251) de begeleider van de apostel Bartolomeüs zijn geweest. Hij was afkomstig uit het land der Cynocefalen (Hondkoppigen). Bartholomeus was uitgezonden naar dit land om het evangelie te verkondigen. Een van de Cynocefalen liet zich dopen en kreeg de naam Christoffel.
Door zijn bekering tot het christendom kreeg hij een menselijke tong en kon hij spreken. Hij ging vervolgens het evangelie prediken in Lycië. Zijn stok droeg bladeren en vruchten als teken van de instemming van God. In het kader van de christenvervolgingen door de plaatselijke koning werd hij langdurig gemarteld en onthoofd. Voor deze martelingen waren 400 soldaten nodig, Christoffel was immers een reus. Zijn sterfjaar zou 250 zijn geweest. In latere legenden wordt Christoffel als soldaat voorgesteld die vele medesoldaten bekeerde. Ook deze had een hondenkop.

### Christoffel de Christusdrager
Wéér een andere legende verhaalt van ene Reprobus die zo arrogant was dat hij zijn diensten alleen wilde aanbieden aan het allerhoogste gezag. Eerst trad hij in dienst bij de koning, die echter ondergeschikt was aan de keizer. Hij trad in dienst bij de keizer, maar die was ondergeschikt aan de duivel. Toen bood hij zijn diensten aan aan de duivel. De duivel was echter ondergeschikt aan Christus en Reprobus besloot Christus te gaan dienen.
Dat deed hij, op advies van een kluizenaar, door mensen op zijn brede rug een rivier over te dragen. Op zekere dag moest hij een klein kind de rivier over tillen. Terwijl hij daarmee bezig was werd het kind echter zwaarder en zwaarder, totdat Reprobus bijna bezweek en tot zijn schouders in het water stond. Toen openbaarde het kind zich als Christus en doopte Reprobus in de rivier. Zijn doopnaam werd Christoffel, Christusdrager. Jezus liet Christoffels staf groen uitlopen en zond hem weg om het evangelie te prediken. Ook in deze legende wordt hij uiteindelijk gemarteld en onthoofd. Dit is in het Westen het bekendste verhaal.

### Christoffel als reus
Het verhaal dat Christoffel een reus was, wordt als volgt verklaard: zijn bijnaam Canineus (de hondachtige) zou zijn verbasterd tot Cananeus (reus uit Kanaän). Andere verhalen draaien dit proces om. Christoffel zou uit Kanaän stammen en daarom Cananeus zijn genoemd. Dat zou zijn verbasterd tot canineus en daarom werd gedacht dat hij een hondenkop had. Sommige mensen leggen ook een verband met de Egyptische god Anubis. Deze Anubis wordt met een jakhalskop afgebeeld en volgens de legende droeg hij de valkgod Horus, zoon van de zonnegod Osiris, over de Nijl.
In ieder geval sinds de 17e eeuw kent Roermond ook een stadsreus die de heilige Christoffel voorstelt: Sjtuf. De reus draagt op zijn schouders het Christuskind.

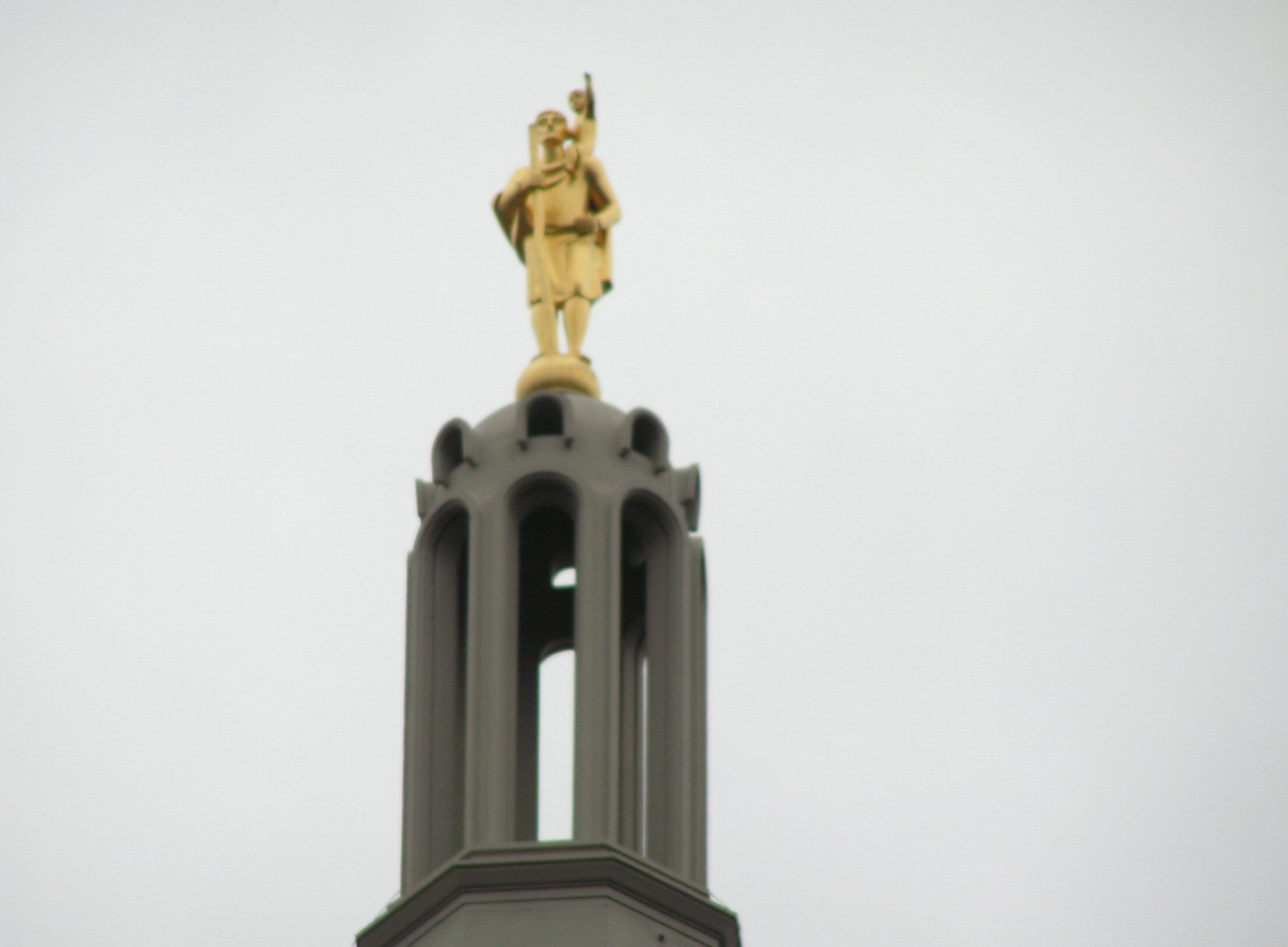
Christoffel op de toren van de kathedraal in Roermond
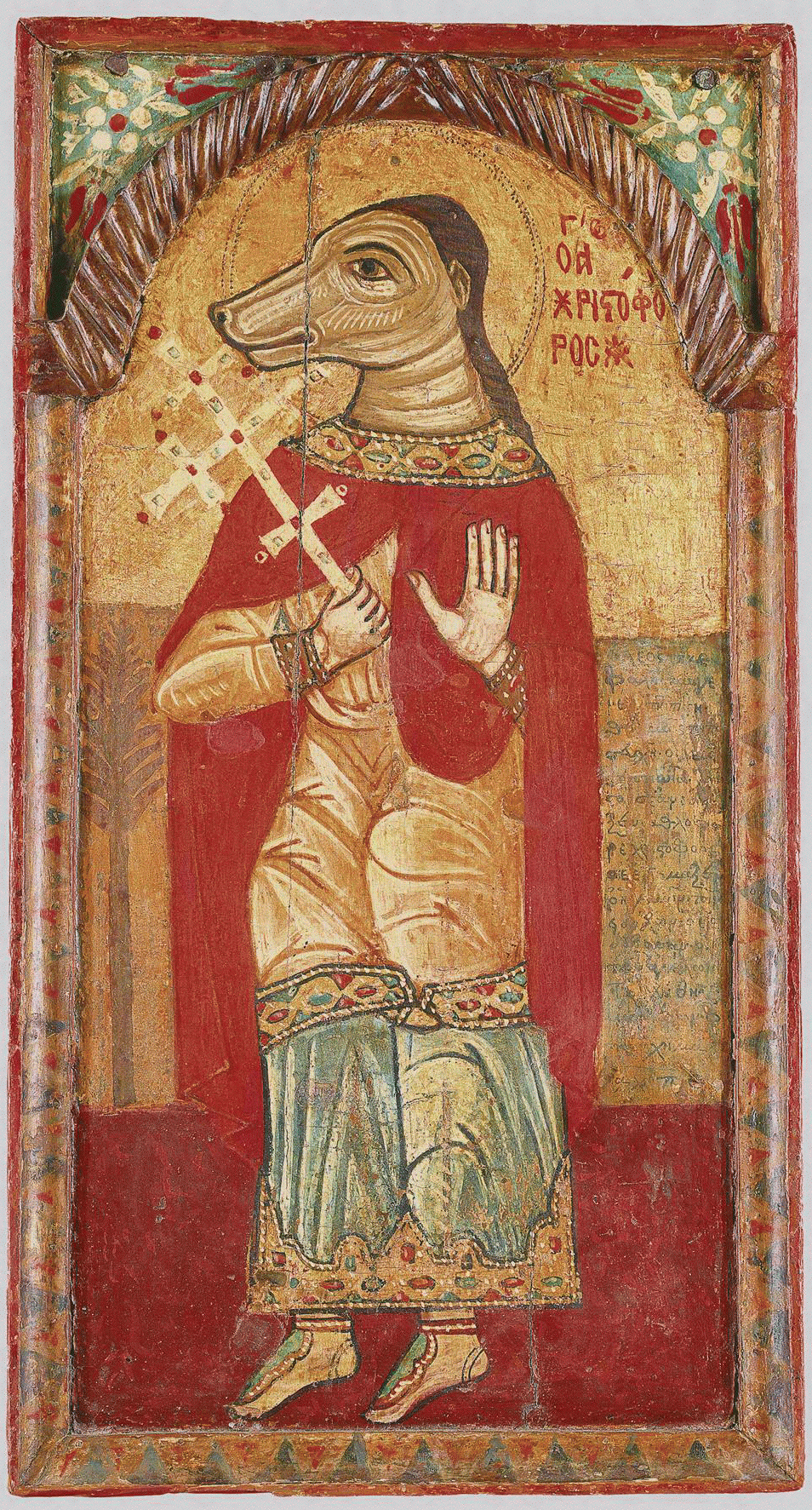
Sint Christoffel als cynocefaal, Athene